# Uroš
Uroš (in cirillico: Урош) è un nome proprio di persona serbo e sloveno maschile.

## Origine e diffusione
Si tratta del discendente serbo di un antico nome ungherese, forse basato sul termine úr ("uomo", "signore") con l'aggiunta di un suffisso diminutivo.

## Onomastico
Il nome è adespota, ovvero non è portato da alcun santo. L'onomastico si può festeggiare il 1º novembre, giorno di Ognissanti.

## Persone

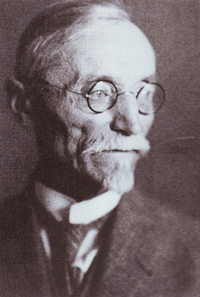
Uroš Predić

- Uroš II di Rascia, Gran Principe di Rascia
- Uroš Đurđević, calciatore serbo
- Uroš Golubović, calciatore serbo
- Uroš Kovačević, pallavolista serbo
- Uroš Lajovic, direttore d'orchestra e direttore artistico sloveno
- Uroš Nenadović, calciatore serbo
- Uroš Matić, calciatore serbo naturalizzato macedone
- Uroš Murn, ciclista su strada sloveno
- Uroš Pavlovčič, sciatore alpino sloveno
- Uroš Predić, pittore serbo
- Uroš Slokar, cestista sloveno
- Uroš Tripković, cestista serbo